# Маргиана

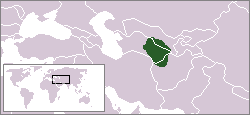
Маргиана, около 300 г. до н. э.

Маргиана (авест. Mouru; др.-греч. Μαργιανή, Margianḗ; др.-перс. Marguš; пехл. Marv; туркм. Marguş) — историческая область в Средней Азии, центром которой был древний Мерв на территории современного Туркменистана.

## История
Маргиана - (Маргу, авестийское Моуру, греческое Маргиана, буквально "луговая" или "окруженная зарослями", от названия реки) - область, населенная иранскими племенами вероятно, с середины II тыс. до н.э.
Маргиана была одной из сатрапий Ахеменидской империи, упомянутых в Бехистунской надписи. Получила название по имени главного города — Мерва. Соответствует территории современного Восточного Туркменистана. Восточнее Маргианы находились сатрапии Согдиана и Бактрия. В 521 году до н. э. возглавляемые Фрадой маргианцы подняли неудачное восстание против Дария Гидаспа.
В 53 году до н. э. после Битвы при Каррах (Харран) остатки побеждённых римских легионов Красса были перевезены в Маргиану. А спустя несколько лет в соседнем регионе Таласа произошёл, вероятно, первый случай контакта римлян и греков с китайцами — Таласская битва (36 до н. э.).

## Правители
Маргиана
- Вонон (Ванана) (около 58—20 гг. до н. э.).
- Спалирис, плем. (около 20—1 гг. до н. э.).
- Ортагн (Веретрагна) (около 1 года до н. э. — 20 год н. э.).
- Гондофар (Виндафарна) (около 20—50 гг., правитель Маргианы, Арахосии, Бактрии и Северной Индии (столица Миннагар)).
- Пакор, сын (около 50—60 гг.).
- Санабар (Сандан) (около 60—80 гг.)[3].